# Krešimir Jureković
Krešimir Jureković (Požega, 30. listopada 1942.), hrvatski književnik.

## Životopis
Završio je Pedagošku akademiju u Petrinji i studirao je na Filozofskom fakultetu u Zagrebu. Radio je kao tipograf, učitelj, fotoreporter, novinski kolumnist, slagač europskih slavenskih tekstova u vatikanskoj tiskari u Rimu. U književnoj periodici objavljivao je recenzije, prozu i poeziju. U mladosti je skitao i doživljavao čudne zgode koje opisuje u zbirci pripovijedaka "Kako je prolazilo vrijeme". Kraće vrijeme intenzivno se družio sa slikarom i književnikom Josipom Stanićem Staniosom i pjesnikom Josipom Severom. Živi u Bregani. Pored literature bavi se vinogradarstvom.

## Djela
Poezija:
- Crna mašna, 1967.
- Neba bez oblaka, 1968. (u zajedničkoj zbirci Stihovi s Josipom Stanićem Staniosom)
- Pjevač, 2006.
- Napušten od samoga sebe, 2016.

Proza:
- Kako je prolazilo vrijeme, 2016. (pripovijetke)

Izvori
- Josip Stanić Stanios: Krešimir Jureković: "Crna mašna", Generacije, br. 3, 1967.